# マーチ・822

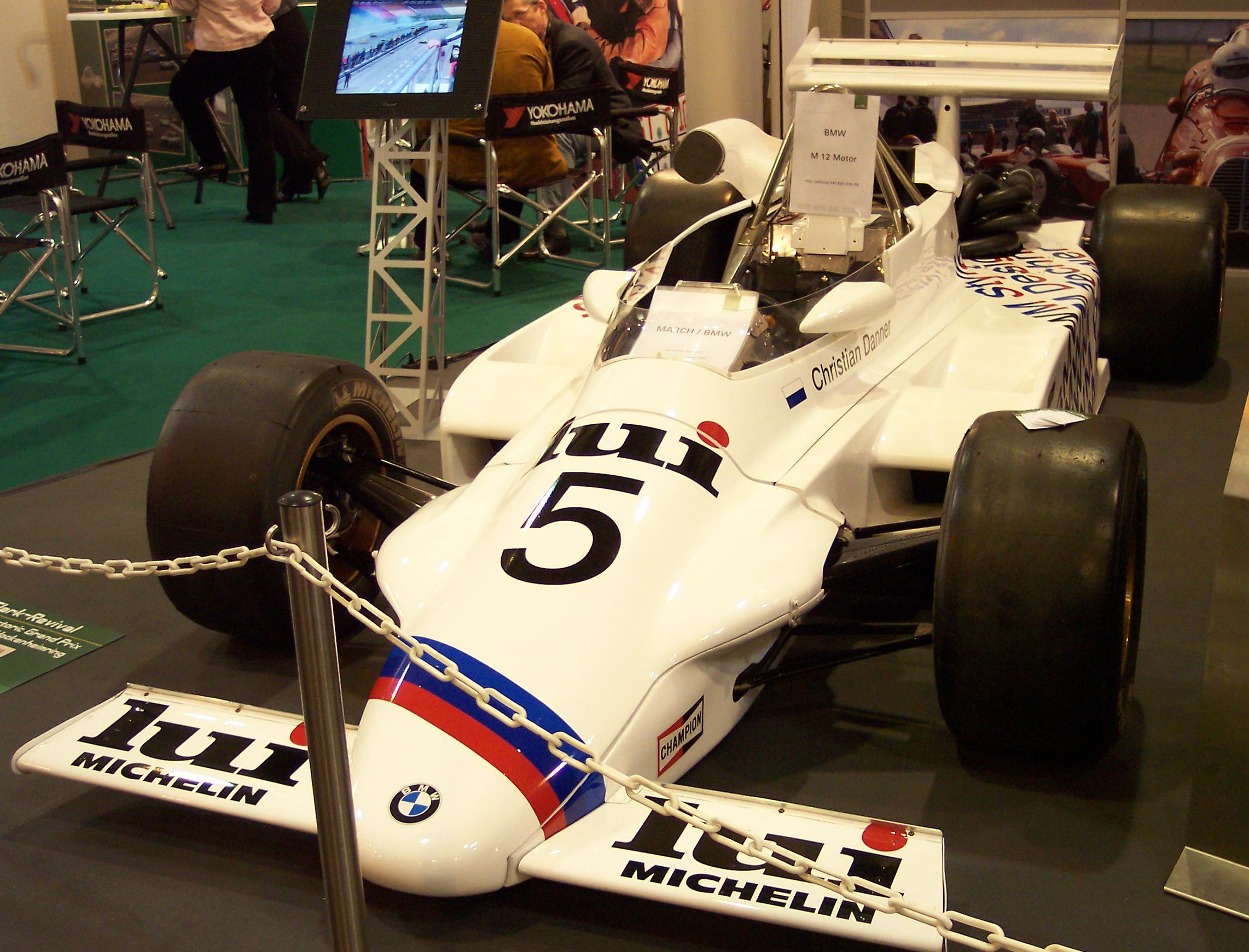
マーチ・822 BMW（クリスチャン・ダナー車）

マーチ・822（March 822）は、イギリスのマーチ・エンジニアリングが1982年のフォーミュラ2（F2）選手権用に開発・設計・製造されたフォーミュラカーである。1982年と1983年にヨーロッパF2選手権と全日本F2選手権で使用され、1982年にコラード・ファビがヨーロッパF2、中嶋悟が全日本F2チャンピオンを獲得した。派生モデルである82Aは、フォーミュラ・アトランティック・シリーズで使用された。

## 開発
822は1981年秋に開発された。担当デザイナーはラルフ・ベラミー。822は新規設計ではなく、前年型のマーチ・812の発展改良型によるもので、822は812よりも幅の狭い新しいモノコックを採用した。リアサスペンションが再設計され、空力特性も向上した。ヨーロッパ選手権のラウンドでは、車は通常、さまざまなチューナーのBMWエンジンを搭載していた。4気筒ハートエンジンを搭載した822が登場したのは1回だけだった。日本では、ホンダとトヨタのエンジンを搭載したコピーもあった。ヒューランドFT200 5速マニュアルトランスミッションを介して後輪を駆動した。

## マーチ・メルツァリオ282
822の改良型はマーチ・メルツァリオ282で、1982年にイタリアに登場した。イタリアのチームメルツァリオは1981年まで独自のF2マシンを設計していたが、成功するまでには至らなかった。1982年シーズン、メルツァリオは工場から引き継いだ822を独自のアイデアで改良した。改良の範囲に関する詳細は不明で、この車はこの年のみ、チーム・メルツァリオのみで登場した。ドライバーのヨー・ガルトナーとリシャール・ダレストは、それぞれチャンピオンシップポイントを獲得した。

## 生産
822は合計14台を製造した。1982年に13台、翌年に1台が製造された。大半の車両は独立したレーシングチームに販売された。1982年、エンジンなしの新車822の価格は19,000ポンドだった。

## 歴史

### 1982年のヨーロッパF2選手権
マーチは、ピーター・マッキントッシュが率いる（1982年を持って最後となる）ワークスチームを運営し、支援するBMWエンジンを使用していた。コラード・ファビ、ジョニー・チェコット、クリスチャン・ダナーの3人のドライバーが乗り、F2選手権に参戦した。ファビの車はラルフ・ベラミーが、チェコットの822はエイドリアン・ニューウェイが手掛けた。ファビは5勝、チェコットは3勝を挙げ、いくつかの2位を獲得し、両者とも2位を数回獲得し、ポイントランキングでもさらなる成績を収めた。最終戦後、両ドライバーは同点となった。しかし、レギュレーションの規定により、チャンピオンシップランキングには上位9名のみポイントがカウントされ（有効ポイント制）、最終的にチェコットはファビよりも1ポイント少なかった為。ファビはヨーロッパF2チャンピオン、チェコットはランキング2位となった。ダナーは未勝利に終わり、ミサノで記録した4位が最高成績だった。822は信頼性の高いマシンで、ファビは4回リタイアしたが、チェコットは技術的な理由で1回リタイアのみだった。
メルツァリオは3台の822モデルを引き継ぎ、その後改良を施した。
マルクス・ホッツ率いるスイスのチーム、ホラグ・レーシングは、ハイニ・マーダー・レーシング・コンポーネンツがチューニングしたBMWエンジンを搭載した822を駆り、レギュラードライバーはマイク・サックウェルで、シーズン半ばの2レースを3位に入り、ホラグは、3月で最も成功したマーチのカスタマーチームだった。最終戦では、フレディ・シュナーワイラーに引き継がれたが、順位には入らなかった。
シーズン後半、イギリスのトランドル・レーシングは、アメリカのクリフ・ハンセンが7戦参戦したもののチャンピオンシップポイントを獲得できなかった。ハンセンの最高成績は、マントープで記録した9位だった。

### 1983年のヨーロッパF2選手権
1983年シーズン、マーチは自社のファクトリーチームを持たなくなり、カスタマーチームのオニクス・レーシングがワークスチームから資材を引き継いた。オニクスはカスタマー車両を受け取ったが、他のカスタマーよりもファクトリーが優先されたため、一部の情報源では準ファクトリーチームであるとされていた。オニクスは1983年に新しくデザインされたマーチ・832を使用した。
その年の822のエントリーはアイルランドのチーム、デレック・マクマホン・レーシングは、ドニントン・パークで開催された「ドニントン50,000」でデレック・デイリーがハートエンジンを搭載した822をエントリーし、9位でレースを終えた。

### 全日本F2選手権
全日本F2選手権では、ヨーロッパF2よりも型落ちの車両が売られていることが多かった。新車を購入できる資金力のあるチームはわずかしかなかった。1981年のマーチ・812でチャンピオンを獲得した中嶋悟は、1982年シーズンの開幕戦に812で参戦し、1982年4月に822に乗り換え、i&iレーシング・ファクトリーチーム（登録名:ジョン・プレイヤー・スペシャル・チーム・イクザワ）からエントリーした中嶋は、ホンダの6気筒エンジンを搭載し、中嶋は、シーズン後半にBMWエンジンを搭載した822を使用していた星野一義に大差をつけて全日本F2チャンピオンを獲得。
1983年、小規模なチームの間ではいくつかの822が登場し、それらのほとんどは地元で調整されたBMWエンジンを使用していた。小河等は、トヨタエンジンを搭載した822をドライブした。

### その後の使用（F2以降）
822シャシーの一部はクローズドホイールスポーツプロトタイプに改造され、復活したCan-Amシリーズ、サンダースポーツ、インターセリエで使用された。822は同カテゴリーで3度のクラス優勝を果たし、最高成績は1984年のCan-Amシリーズで記録した4位3回だった。